# エミリアーノ・マルコンデス
エミリアーノ・マルコンデス・カマルゴ・ハンセン（Emiliano Marcondes Camargo Hansen, 1995年3月9日 - ）は、デンマーク・ビズオウア出身のサッカー選手。ノリッジ・シティFC所属。ポジションはMF。

## 経歴

### クラブ
地元クラブであるビズオウアIFの下部組織でプレーをはじめ、2010年にFCミッティランの下部組織へ移籍。2013年4月のACホーセンス戦でトップチームデビューを果たした。
2017年7月21日、イングランド・チャンピオンシップのブレントフォードFCと3年半契約を結んだ 
2019年9月2日、年内までの期限付き移籍でFCミッティランに加入。
2021年7月1日、AFCボーンマスと3年契約を締結した。

### 代表
各年代別のデンマーク代表に選出されている。2017年にはポーランドで開催された UEFA U-21欧州選手権に参加した。

## 人物
- 母親はブラジル人[7]。また母方の祖父は元サッカー選手であった[8]。9歳の時に両親が離婚し、マルコンデスは父親に引き取られた。母親はブラジルに帰国し、2012年に亡くなった[8]。

## タイトル

### クラブ
FCミッティラン
- デンマーク・スーペルリーガ: 2019–20[9]

### 個人
- デンマーク・スーペルリーガ月間MVP: 2017年11月[10]